# Rossberg (station de ski)
Pour les articles homonymes, voir Rossberg.
Rossberg est une petite station de ski bernoise situé sur le territoire de la commune d'Oberwil dans le Simmental dans l'Oberland bernois en Suisse. 

## Origine du nom
Le Simmental est historiquement réputée pour la vache simmental et pour l'élevage de chevaux (Cheval d'Erlenbach) - Napoléon notamment y acheta des chevaux pour ses campagnes. Le nom Ross désigne en allemand un cheval.

## Domaine skiable
Rossberg est une station fréquentée essentiellement à la journée par une clientèle locale et familiale. La route d'accès est relativement étroite et ne permet pas toujours le croisement de deux véhicules. 
Un téléski - construit en 1972 - part du parking et dessert en 7,5 minutes le sommet et l'intégralité du domaine skiable, qui est tracé sur une zone non-boisée. Une piste rouge part du lieu-dit de Ankersbode sur la droite de la remontée mécanique, et rejoint le bas des pistes sur un terrain relativement irrégulier. La piste est équipée d'enneigeurs, ce qui lui assure une relative sécurité au niveau du manteau neigeux, notamment en début et fin de saison. Une deuxième piste de difficulté bleue part sur la gauche de la remontée, sur un terrain plus facile. Un chemin permet de contourner au sommet la première pente un peu plus raide. Les deux pistes se rejoignent sur la partie intermédiaire, sur un terrain relativement plat qui rejoint le départ du téléski.
Un petit domaine protégé (le Rössli-Park) est aménagé au pied des pistes. Il est desservi par un fil-neige.
En dehors des vacances scolaires, les installations fonctionnent en semaine avec des horaires réduits.
Une courte piste de luge est installée sur la partie basse du domaine.
Un chemin de randonnée hivernale de 1,5 km de long est aménagé. Il est possible de voir le sommet du Niderhorn (2 078 m) depuis le bas des pistes.
Les détenteurs de forfaits saison de Rossberg peuvent obtenir des prix réduits sur les domaines de la Skiregion Adelboden-Lenk, Diemtigtal et Gstaad Mountain Rides (uniquement les domaines de Zweisimmen, Château-d'Œx, Gsteig et Lauenen).
Une navette gratuite relie Rossberg deux fois par jour depuis Oberwil et trois fois depuis Därstetten dans la vallée.